# Rheinniederung Altlußheim - Mannheim
Rheinniederung Altlußheim - Mannheim este o arie protejată (sit de importanță comunitară — SCI, arie de protecție specială avifaunistică — SPA) din Germania întinsă pe o suprafață de 4.451,83 ha, integral pe uscat.

## Localizare
Centrul sitului Rheinniederung Altlußheim - Mannheim este situat la coordonatele 49°22′24″N 8°30′17″E / 49.3733°N 8.5047°E.

## Înființare
Situl Rheinniederung Altlußheim - Mannheim a fost declarat arie de protecție specială avifaunistică în noiembrie 2007 pentru a proteja 26 de specii de animale. Situl a fost protejat și ca sit de importanță comunitară în noiembrie 2007.

## Biodiversitate
Situată în ecoregiunea continentală, aria protejată nu include niciun habitat protejat.
La baza desemnării sitului se află mai multe specii protejate de  păsări (26): lăcar mare (Acrocephalus arundinaceus), pescăruș albastru (Alcedo atthis), Anser albifrons albifrons, gâscă de semănătură (Anser fabalis), barză albă (Ciconia ciconia ciconia), erete de stuf (Circus aeruginosus), erete vânăt (Circus cyaneus), porumbel de scorbură (Columba oenas), prepeliță (Coturnix coturnix), ciocănitoarea de stejar (Dendrocopos medius), ciocănitoare neagră (Dryocopus martius), presură sură (Emberiza calandra), șoimul rândunelelor (Falco subbuteo), sfrâncioc roșiatic (Lanius collurio), Luscinia svecica cyanecula, gaia neagră (Milvus migrans), gaia roșie (Milvus milvus), codobatura galbenă (Motacilla flava), viespar (Pernis apivorus), ciocănitoare verzuie (Picus canus), cresteț pestriț (Porzana porzana), Rallus aquaticus aquaticus, pițigoi-pungar (Remiz pendulinus), mărăcinar negru (Saxicola torquatus), Tachybaptus ruficollis ruficollis, nagâț (Vanellus vanellus).